# راسيل إدوارد موريس
راسيل إي. موريس (بالإنجليزية: Russell Morris)‏ (8 يونيو 1967 في المملكة المتحدة - ) هو كيميائي ولاعب كريكت بريطاني. لعب مع نادي الكريكت في جامعة أكسفورد ‏.

## وصلات خارجية
- راسيل إدوارد موريس على موقع إي آس بي آن كريك إنفو (الإنجليزية)